# Sándor Bortnyik
Sándor Bortnyik (Marosvásárhely, 3 luglio 1893 – Budapest, 31 dicembre 1976) è stato un pittore e disegnatore ungherese.
Il suo lavoro è stato influenzato dal cubismo, dall'espressionismo e dal costruttivismo.

## Biografia
Nato a Marosvásárhely, nell'Impero austro-ungarico (odierna Târgu Mureș, in Romania), si trasferì a Weimar nel 1922 ed ebbe numerosi contatti con la Bauhaus.
Tornato in Ungheria, fondò una scuola d'arte a Budapest, seguendo i principi della Bauhaus.
Bortnyik è noto per i suoi poster commerciali. Durante la sua carriera ha lavorato per numerosi clienti ungheresi e internazionali. I suoi lavori più famosi sono i disegni pubblicitari delle sigarette Modiano.
Fu direttore dell'Università ungherese delle belle arti dal 1949 al 1956.